# NGC 1246
NGC 1246 (другие обозначения — ESO 82-9, FAIR 229, PGC 11680) — эллиптическая галактика (E5) в созвездии Часы. Открыта Джоном Гершелем в 1834 году. Описание Дрейера: «довольно тусклый, маленький объект круглой формы, более яркий в середине». В галактике наблюдается резкий скачок поверхностной яркости от центра к краю, поэтому она относится к пекулярным.
Этот объект входит в число перечисленных в оригинальной редакции «Нового общего каталога».